# Enrico Annoni
Enrico Annoni (Giussano, 10 luglio 1966) è un allenatore di calcio ed ex calciatore italiano, di ruolo difensore.

## Biografia
Si diletta con il beach soccer ed i motori. Ha una figlia di nome Federica, nata nel 1991.

## Carriera

### Giocatore

Annoni (in basso) e Carlos Aguilera festeggiano la vittoria del Torino nella Coppa Italia 1992-1993

#### Club
Prodotto delle giovanili del Seregno, esordisce in prima squadra nella stagione 1982-1983, quando venne schierato in campo in ventisette partite. La stagione successiva passò al Como in Serie B, dove però venne raramente impiegato. A Como resta per due stagioni, collezionando solo due presenze. Nel 1985 viene dato in prestito alla Sambenedettese per due anni. Con la squadra di San Benedetto del Tronto trova spazio nella difesa, e nei due anni in prestito scende in campo in sessanta partite, segnando anche quattro gol.

Annoni (a destra) al Torino, in contrasto su Bergkamp nella finale di andata della Coppa UEFA 1991-1992.

Alla fine del prestito il Como lo impiega molto più frequentemente rispetto al periodo precedente al prestito. Nella sua seconda esperienza lombarda Annoni gioca per tre stagioni, dal 1987 al 1990, con novantacinque presenze e due gol. Viene quindi ceduto al Torino allenato da Emiliano Mondonico. Nella prima stagione realizza un gol in Torino-Bari (4-0). Nel complesso a Torino tra il 1990 e il 1994 realizza due gol e colleziona centotré presenze. Venne soprannominato dalla tifoseria granata Tarzan, a causa del look e del carattere deciso.
Il suo soggiorno a Torino termina nel 1994, quando viene ceduto alla Roma di Carlo Mazzone per 4,5 miliardi di lire.
Nel febbraio del 1997 passa in Scozia nel Celtic Glasgow, dove vince un Campionato Scozzese, una Coppa di Lega scozzese e dove termina la carriera da professionista.
Al termine del contratto con il Celtic rimane disoccupato ma non abbandona l'idea di tornare a calcare i campi di calcio: si allena infatti con la Primavera della Roma ed in più di un'occasione con qualche club professionistico (come ad esempio il Ravenna).
Nel 2019 viene indotto nella Hall of fame del Torino.

#### Nazionale
La sua prima apparizione in azzurro è nell'Europeo Under-21 1988. Partecipa alla fase di qualificazione e viene inserito nella lista dei sedici di Maldini che devono affrontare la competizione continentale. L'Italia, dopo aver passato la fase a gironi, viene eliminata ai quarti dalla Francia. Annoni prende parte in tutto a tre partite, tra le quali il match di ritorno contro la Francia. L'apparizione all'Europeo 1988, avvenuta durante la militanza nel Como, fu l'unica esperienza in azzurro per Annoni.

### Allenatore
Nel 2005 ottiene il patentino da allenatore. Il 5 luglio 2013 viene ingaggiato dal Padova come vice-allenatore di Dario Marcolin. Il 28 settembre viene sollevato dall'incarico assieme all'allenatore Dario Marcolin e al preparatore dei portieri Gaetano Petrelli.
Il 3 gennaio 2015 viene ingaggiato, come vice allenatore di Marcolin, dal Catania.

## Statistiche

### Presenze e reti nei club
| Stagione              | Squadra               | Campionato            | Campionato | Campionato | Coppe nazionali | Coppe nazionali | Coppe nazionali | Coppe continentali | Coppe continentali | Coppe continentali | Altre coppe | Altre coppe | Altre coppe | Totale | Totale |
| Stagione              | Squadra               | Comp                  | Pres       | Reti       | Comp            | Pres            | Reti            | Comp               | Pres               | Reti               | Comp        | Pres        | Reti        | Pres   | Reti   |
| --------------------- | --------------------- | --------------------- | ---------- | ---------- | --------------- | --------------- | --------------- | ------------------ | ------------------ | ------------------ | ----------- | ----------- | ----------- | ------ | ------ |
| 1982-1983             | Seregno               | Int.                  | 27         | 0          | CI-D            | ?               | ?               | -                  | -                  | -                  | -           | -           | -           | 27     | 0      |
| 1983-1984             | Como                  | B                     | 2          | 0          | CI              | 0               | 0               | -                  | -                  | -                  | -           | -           | -           | 2      | 0      |
| 1984-1985             | Como                  | A                     | 0          | 0          | CI              | 0               | 0               | -                  | -                  | -                  | -           | -           | -           | 0      | 0      |
| 1985-1986             | Sambenedettese        | B                     | 32         | 1          | CI              | 5               | 1               | -                  | -                  | -                  | -           | -           | -           | 37     | 2      |
| 1986-1987             | Sambenedettese        | B                     | 28         | 3          | CI              | 5               | 0               | -                  | -                  | -                  | -           | -           | -           | 33     | 3      |
| Totale Sambenedettese | Totale Sambenedettese | Totale Sambenedettese | 60         | 4          |                 | 10              | 1               |                    | -                  | -                  |             | -           | -           | 70     | 5      |
| 1987-1988             | Como                  | A                     | 27         | 0          | CI              | 5               | 0               | -                  | -                  | -                  | -           | -           | -           | 32     | 0      |
| 1988-1989             | Como                  | A                     | 33         | 1          | CI              | 7               | 0               | -                  | -                  | -                  | -           | -           | -           | 40     | 1      |
| 1989-1990             | Como                  | B                     | 34         | 0          | CI              | 2               | 0               | -                  | -                  | -                  | -           | -           | -           | 36     | 0      |
| Totale Como           | Totale Como           | Totale Como           | 96         | 1          |                 | 14              | 0               |                    | -                  | -                  |             | -           | -           | 110    | 1      |
| 1990-1991             | Torino                | A                     | 22         | 1          | CI              | 4               | 0               | CM                 | 3                  | 0                  | -           | -           | -           | 29     | 1      |
| 1991-1992             | Torino                | A                     | 29         | 1          | CI              | 4               | 0               | CU                 | 11                 | 2                  | -           | -           | -           | 44     | 3      |
| 1992-1993             | Torino                | A                     | 25         | 0          | CI              | 9               | 0               | CU                 | 4                  | 0                  | -           | -           | -           | 38     | 0      |
| 1993-1994             | Torino                | A                     | 27         | 0          | CI              | 7               | 2               | CC                 | 2                  | 0                  | SI          | 0           | 0           | 36     | 2      |
| Totale Torino         | Totale Torino         | Totale Torino         | 103        | 2          |                 | 24              | 2               |                    | 20                 | 2                  |             | 0           | 0           | 147    | 6      |
| 1994-1995             | Roma                  | A                     | 24         | 0          | CI              | 3               | 0               | -                  | -                  | -                  | -           | -           | -           | 27     | 0      |
| 1995-1996             | Roma                  | A                     | 23         | 0          | CI              | 0               | 0               | CU                 | 7                  | 0                  | -           | -           | -           | 30     | 0      |
| 1996-gen. 1997        | Roma                  | A                     | 12         | 0          | CI              | 1               | 0               | CU                 | 3                  | 0                  | -           | -           | -           | 16     | 0      |
| Totale Roma           | Totale Roma           | Totale Roma           | 59         | 0          |                 | 4               | 0               |                    | 10                 | 0                  |             | -           | -           | 73     | 0      |
| feb.-giu. 1997        | Celtic                | SPL                   | 3          | 0          | SC+SLC          | 0+0             | 0+0             | -                  | -                  | -                  | -           | -           | -           | 18     | 8      |
| 1997-1998             | Celtic                | SPL                   | 20         | 0          | SC+SLC          | 2+0             | 0+0             | CU                 | 2                  | 0                  | -           | -           | -           | 24     | 0      |
| 1998-1999             | Celtic                | SPL                   | 14         | 0          | SC+SLC          | 3+0             | 0+0             | UCL+CU             | 1+1                | 0+0                | -           | -           | -           | 19     | 0      |
| Totale Celtic         | Totale Celtic         | Totale Celtic         | 37         | 0          |                 | 6               | 0               |                    | 4                  | 0                  |             | -           | -           | 47     | 0      |
| Totale carriera       | Totale carriera       | Totale carriera       | 384        | 7          |                 | 60              | 3               |                    | 34                 | 2                  |             | 0           | 0           | 478    | 12     |

## Palmarès

### Giocatore

#### Club

##### Competizioni nazionali
- Coppa Italia: 1

Torino: 1992-1993
- Campionato scozzese: 1

Celtic: 1997-1998
- Coppa di Lega scozzese: 1

Celtic: 1997-1998

##### Competizioni internazionali
- Coppa Mitropa: 1

Torino: 1991